# فرانک اینکروپرا
فرانک اینکروپرا استاد گروه مهندسی مکانیک دانشگاه نوتردام، عضو پیوسته انجمن مهندسان مکانیک آمریکا و همچنین عضو پویسته آکادمی ملی مهندسی آمریکا است. او دانش آموخته موسسه فناوری ماساچوست در سال 1961 و دانشگاه استنفورد درسال 1962 است و در دهه ۶۰ میلادی مدتی با شرکت لاکهید همکاری داشته است. او به عنوان یکی از پر ارجاع‌ترین افراد در ISI فهرست شده است.
از اساتید دانشگاه پردو می توان اورا یاد کرد . نزدیک به 9 سال رئیس دانشکده ی این دانشگاه بود .